# Eurotamandua
Eurotamandua ist eine ausgestorbene Gattung aus der Ordnung der Pholidota, zu der auch die heute lebenden Schuppentiere (Manidae) gehören. Das erste Fossil wurde 1974 in der Grube Messel bei Darmstadt gefunden und sieben Jahre später wissenschaftlich erstbeschrieben. Weitere Funde sind aus dem Geiseltal bekannt. Alle aufgefundenen Reste werden dem Mittleren Eozän zugewiesen und sind somit rund 47 Millionen Jahre alt. Nach Auffassung des Erstbeschreibers handelte es sich um einen ausgestorbenen Vertreter der Ameisenbären (Vermilingua), womit Eurotamandua das älteste bekannte Fossil dieser Tiergruppe wäre, die ansonsten nur in Südamerika nachgewiesen ist. Erneute Untersuchungen zur Phylogenese machen aber eine nähere Verwandtschaft mit den Schuppentieren wahrscheinlich. Charakteristische Merkmale von Eurotamandua sind die röhrenförmige und zahnlose Schnauze und der typische Bau der Vordergliedmaßen mit einem verlängerten Mittelfinger.

## Beschreibung
Eurotamandua erreichte anhand eines vollständigen Skelettfundes eine Gesamtlänge von etwa 86 cm, wobei rund 36 cm davon auf den Schwanz entfielen. Insgesamt handelte es sich um ein massiges und kräftiges Tier mit zahlreichen Anpassungen an eine spezialisierte Lebensweise. Der Schädel wurde 8,8 cm lang und war im Vergleich zum Körper relativ klein. In der Seitenansicht besaß er eine glatte Stirnlinie, das Schädelprofil fiel nur im Bereich des Rostrums leicht ab. Das Rostrum war zudem röhrenförmig verlängert und glich dadurch den heutigen Schuppentieren und Ameisenbären. Das langgestreckte Nasenbein maß 3,7 cm und nahm dadurch etwa 42 % der gesamten Schädellänge ein. Die Seitenränder zeigten eine geschwungene Gestaltung, während das hintere Ende deutlich in das Stirnbein hineinragte. Unterhalb des Nasenbeins setzte unmittelbar der Mittelkieferknochen an, der mit 0,8 cm Länge außerordentlich kurz war. Der Oberkiefer bildete keinen Teil des Orbitarandes. Abweichend von den heutigen Schuppentieren und Ameisenbären war der Jochbogen vollständig ausgebildet aber schwach entwickelt. Der Unterkiefer wurde 6,5 cm lang und besaß die Form einer langen, schmalen Spange. Die Symphyse zeigte in der Seitenansicht eine leichte Verbreiterung und einen leicht nach unten gerichteten Verlauf. Fehlende Alveolen im Ober- und Unterkiefer geben an, dass Eurotamandua vollständig unbezahnt war. Im vorderen Abschnitt fand sich jedoch eine leichte Knochenverdickung, die dem Unterkiefersporn der Schuppentiere ähnelt.
Das postcraniale Skelett ist gut bekannt, die Anzahl und das genaue Aussehen der Wirbel aber nur für den hinteren Körperabschnitt sicher. So bestand die Wirbelsäule aus wohl 7 Hals-, wenigstens 9 Brust-, 4 Lenden-, 5 Kreuzbein- und 24 Schwanzwirbeln. An der gut überlieferten Schwanzwirbelsäule besaßen nur die vordersten Wirbel funktionierende Wirbelbögen und breite Querfortsätze, die hinteren waren zylindrisch und einfach gestaltet. Die Länge der Wirbel nahm nach hinten kontinuierlich ab, von 1,8 cm Länge im vorderen Schwanzbereich zu 0,8 cm Länge im hinteren. Die Vorder- und Hinterextremitäten waren etwa gleich lang und kräftig ausgebildet. Der Oberarmknochen maß dabei bis zu 7 cm und hatte einen kurzen, kräftigen Bau. Elle und Speiche waren nicht miteinander verbunden. Zusätzlich besaß die Elle, die bis zu 8,5 cm Länge erreichte, ein mit 2,4 cm recht ausgedehntes oberes Gelenk (Olecranon). Der Oberschenkelknochen wurde bis 8 cm lang und war ebenfalls robust. Der Dritte Trochanter, typisch für Schuppentiere und Ameisenbären, nahm etwa 30 % des seitlichen Knochenschaftes ein, war aber nicht sonderlich prominent. Auch Schien- und Wadenbein waren frei, beide zeichneten sich durch gerade verlaufende Diaphysen aus. Ersterer Knochen besaß eine Länge von 7, letzterer von 6,1 cm Länge. Vorder- und Hinterfüßen zeigten jeweils fünf Strahlen, der Vorderfuß war aber deutlich größer. Markant erschien dabei der Mittelstrahl (III) der Hand, der deutlich verlängert war, vor allem an der Endphalange, deren Länge 2,7 cm betrug. Die deutlich konvexe Krümmung der Endphalangen zeigt an, dass sie ursprünglich mit kräftigen Klauen bestückt waren, deren Befestigung durch eine deutliche Rille an der Seite der Zehenglieder angezeigt wird.

## Fossilfunde
Das bedeutendste Fossil von Eurotamandua, ein vollständiges, auf der Seite liegendes Skelett eines nahezu ausgewachsenen Tieres und nach Aussagen von Kenneth D. Rose one of the most beautiful and vexing of Messel fossils („eines der schönsten und ärgerlichsten der Messeler Fossilien“), wurde bereits 1974 von Gerhard Jores im nördlichen Bereich der Grube Messel, dem so genannten Langen Hang, in den Planquadraten F 6/7 gefunden. Es ist außerordentlich gut erhalten, einzelne Disartikulationen finden sich aber im vorderen Körperbereich an der Wirbelsäule und den oberen Abschnitt der Vordergliedmaßen. Die Präparation erfolgte im Folgenden teilweise durch den Entdecker selbst. Weitere Funde stammen aus der Unterkohle des Geiseltals bei Halle in Sachsen-Anhalt. Diese umfassen isolierte Reste der rechten Vorderextremität mit dem Oberarmknochen und der Elle. Beide Fundstellen gehören in das Mittlere Eozän (lokalstratigraphisch in den Abschnitt Lutetium datiert) und sind etwa 47 Millionen Jahre alt.

## Paläobiologie
Insgesamt handelt es sich bei Eurotamandua um ein kräftiges Tier. Die Erhaltung des Vorderfußes lässt bisher keine Deutung über die Fortbewegung zu, so ist sowohl eine plantigrade Gangart möglich als auch ein Umklappen der Krallen an die Handfläche, wie es bei den Schuppentieren und Ameisenbären bekannt ist. Die starke Reduktion des äußersten Fingerstrahls (V), macht letzteres durchaus wahrscheinlich. Die Hinterfüße dagegen waren auf einen Sohlengang ausgerichtet. Der lange, schlanke Schwanz mit einem kurzen vorderen Abschnitt bestehend aus stärker differenzierten Wirbeln diente höchstwahrscheinlich nicht als Stütz- oder Greiforgan. Der Bau des Schädels mit der röhrenförmigen Schnauze und dem zahnlosen Gebiss, aber auch die verlängerte Kralle des Mittelfingers lassen an eine starke Spezialisierung auf staatenbildende Insekten wie Ameisen und Termiten schließen (Myrmecophagie), ähnlich wie das bei den heutigen Schuppentieren und analog bei den Ameisenbären der Fall ist. Dabei dienten die scharfen Krallen des Vorderfußes, vor allem des mittleren Zehs, zum Aufbrechen der Insektenbaue. Das Messeler Fossil lässt aufgrund seiner guten Beschaffenheit neben der sehr detaillierten Untersuchung von Skelettelementen auch eine Bestimmung des Mageninhaltes zu. Im Magen konnten Lagen von Chitinhäuten gefunden werden, allerdings fehlen typische Kopfkapseln oder Gebissstrukturen. Dabei überwogen quergeschuppte Cuticulen, die teils stark gefaltet sind und den Abdomina heutiger Termiten ähneln, jedoch ist eine eindeutige Zuordnung als Termiten- oder Ameisenreste nicht möglich. Außerdem fand sich ein größerer Anteil an Holzstrukturen in einer nicht näher zu bestimmenden, verkitteten Matrix, die mit den Nestbaumaterialien heutiger Baumtermiten mit Holzstücken in ausgehärtetem Speichel vergleichbar sind. Diese pflanzlichen Reste sind als „Beifang“ der Nahrungsaufnahme von Eurotamandua aufzufassen, die wohl wie bei heutigen Schuppentieren und Ameisenbären mit einer langen, klebrigen Zunge erfolgte. Zusätzlich liegen aus dem Mageninhalt auch zahlreiche Sandkörner vor. Heutige Schuppentiere und Ameisenbären schlucken häufig Sand, um die aufgrund des zahnlosen Mauls unzerkaute Nahrung im Magen zu zerkleinern.

## Systematik und Forschungsgeschichte

### Eurotamanduaein Ameisenbär?

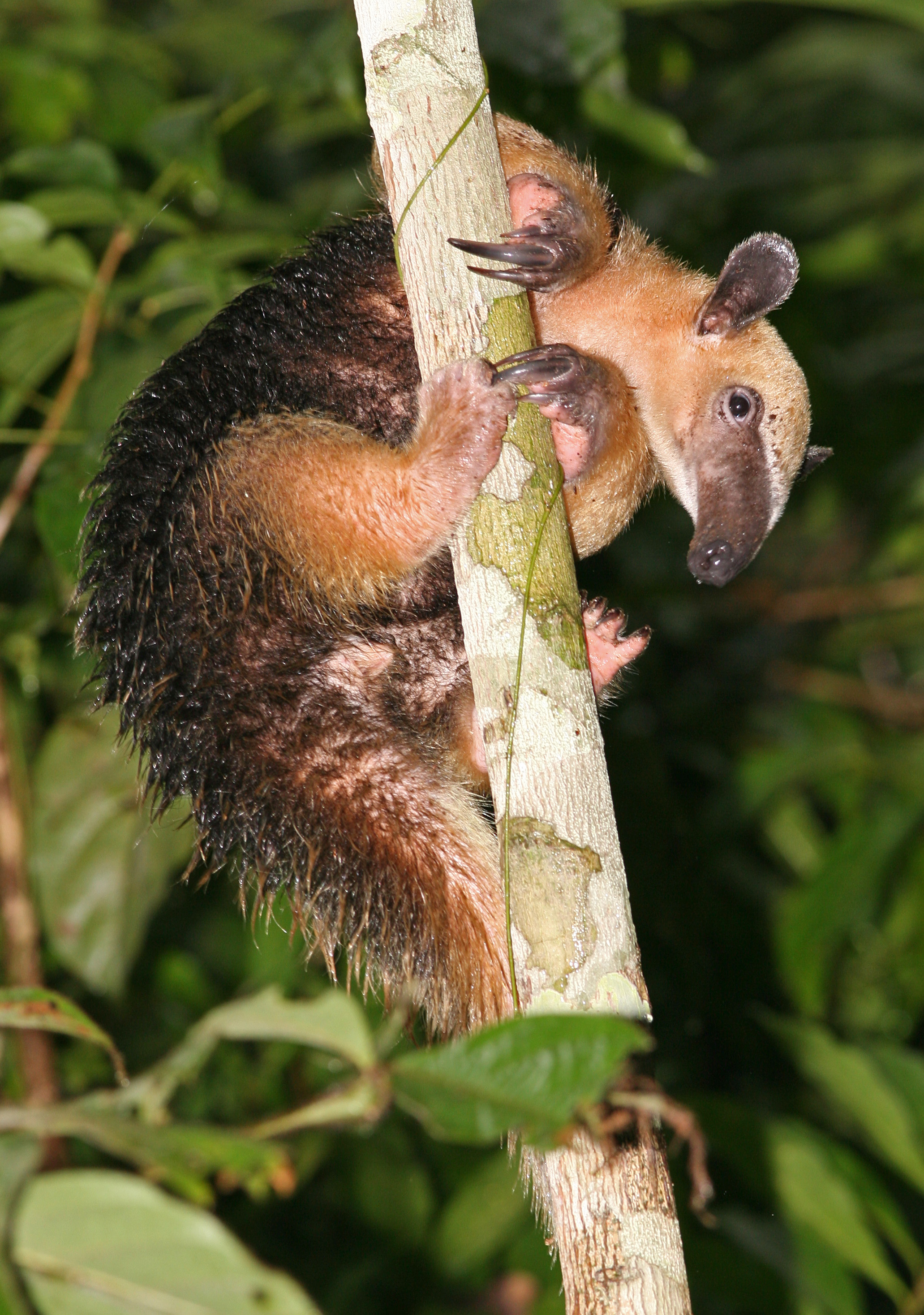
Ameisenbären, hier der Südliche Tamandua (Tamandua tetradactyla), galten ursprünglich als die nächsten heute lebenden Verwandten von Eurotamandua.

Eurotamandua wurde 1981 von Gerhard Storch anhand des vollständigen Skelettes aus der Grube Messel (Exemplarnummer SMF Me 80/24) wissenschaftlich erstbeschrieben. In seiner Erstbeschreibung verwies Storch Eurotamandua als Gattung zu den Ameisenbären (Vermilingua) und in eine genauere Verwandtschaft mit dem Großen Ameisenbären (Myrmecophaga) und den Tamanduas (Tamandua), welche die Familie der Myrmecophagidae stellen. Dabei berücksichtigt der wissenschaftliche Gattungsname Eurotamandua sowohl die angenommene nahe Verwandtschaft zu den Tamanduas wie auch die Fundlage des Fossils in Europa. Als Gründe für die enge Beziehung zu den Ameisenbären waren unter anderem die damals erkannte Ausbildung xenarthrischer Gelenke (Nebengelenke oder Xenarthrale) an den Gelenkfortsätzen (Zygapophysen) der hinteren Brust- und vorderen Lendenwirbel, eines der zentralen Merkmale der Nebengelenktiere und damit auch der Ameisenbären, aber auch die heruntergezogene Symphyse des Unterkiefers und die Ausprägung der vorderen Gliedmaßen, zusätzlich noch die typische Ausbildung des Gehörs sowie der spezielle, stark nach hinten verlängerte Bau des Gaumens angegeben. Allgemein galt der Körperbau ähnlich zu dem der in Südamerika heimischen Tamanduas, die als weniger spezialisiert im Vergleich zu den anderen Ameisenbären bekannt sind und sowohl am Boden als auch in Bäumen leben. Weitere Ähnlichkeiten wurden darüber hinaus zu den Schuppentieren bemerkt, die aber weitgehend nur als Primitivmerkmale galten.
Laut seiner Erstbeschreibung wäre Eurotamandua mit einem Alter von 47 Millionen Jahren damals der älteste bekannte Ameisenbär überhaupt gewesen und der einzige, der jemals außerhalb Amerikas entdeckt worden war. Die Ameisenbären umfassen eine hochspezialisierte Gruppe innerhalb der Nebengelenktiere (Xenarthra). Die stammesgeschichtliche Verwandtschaft der Nebengelenktiere war in der Vergangenheit nicht immer eindeutig geklärt. Ursprünglich wurden diese zusammen mit den Erdferkeln (Orycteropodidae) und den Schuppentieren (Manidae) im Jahr 1798 von Georges Cuvier in die Ordnung der Zahnlosen (Edentata) verwiesen. Zwar wurde das Konzept der Edentata bereits in der zweiten Hälfte des 19. Jahrhunderts bezweifelt und Anfang des 20. Jahrhunderts weitgehend aufgehoben, doch führten einige Forscher noch bis weit in die 1990er Jahre sowohl die Schuppentiere (innerhalb der Pholidota als übergeordnete Gruppe) als auch die Nebengelenktiere als Kernbestandteile der Edentata, so unter anderem in der Erstbeschreibung von Eurotamandua.

### Biogeographische Kontroversen
Die Nebengelenktiere sind heute auf dem amerikanischen Doppelkontinent verbreitet. Ihr Ursprung liegt im Paläozän Südamerikas, möglicherweise reicht er aber bis in die Oberkreide zurück. Erst ab dem mittleren Pliozän mit der Entstehung eine Landbrücke am Isthmus von Panama erreichten einige Vertreter auch Mittel- und Nordamerika. Ursprünglich aus Europa, Asien oder Afrika beschriebene fossile Taxa der Nebengelenktiere erwiesen sich im Nachhinein zu anderen Gruppen gehörig, etwa zu Schuppenechsen oder zu Schuppentieren und deren Verwandten. Um die Anwesenheit Eurotamanduas in Europa und seine Beziehung zu den Ameisenbären zu begründen, wurden verschieden paläogeographische Erklärungen herangezogen. Als eine Alternative galt die Einwanderung über Nordamerika, eine stärker favorisierte fand sich aber mit der über Afrika, das sich erst in der Oberkreide vor rund 80 bis 100 Millionen Jahren von Südamerika abgetrennt hatte. In die gleiche Zeit wird auch das Entstehen der frühen Säugetiergruppen einschließlich der Nebengelenktiere datiert, womit Eurotamandua von einer sehr frühen Linie der Ameisenbären abgestammt haben könnte. Diese sollte dann Teile des späteren afrikanischen Kontinents bewohnt haben, worauf die Vorfahren von Eurotamandua in der späten Kreide oder im frühen Tertiär über die Tethys Europa erreicht haben. Weitere phylogenetische Untersuchungen auf Grundlage morphologischer Merkmale rezenter und fossiler Taxa aus dem Jahr 1998 unterstützten diese These teilweise und platzierten Eurotamandua an die Basis der Ameisenbären oder alternativ unter Einbeziehung der Pholidota an die Basis aller Zahnarmen (Pilosa), der gemeinsamen Gruppe der Ameisenbären und Faultiere (Folivora). Analysen aus dem gleichen Jahr führten dagegen dazu, dass Eurotamandua zwar aus der direkten Verwandtschaft der Nebengelenktiere ausgeschlossen, jedoch in die eigens neugeschaffene Ordnung Afredentata als deren einziges Mitglied verwiesen wurde. Dabei wurde eine Herkunft von den Nebengelenktieren als wahrscheinlich betrachtet, ebenso wie ein engeres Verwandtschaftsverhältnis zu den Palaeanodonta angenommen wurde. Diese ausgestorbenen, einst bodenbewohnenden Tiere stehen aber nach heutiger Auffassung den Schuppentieren nahe.

### Heutige Stellung

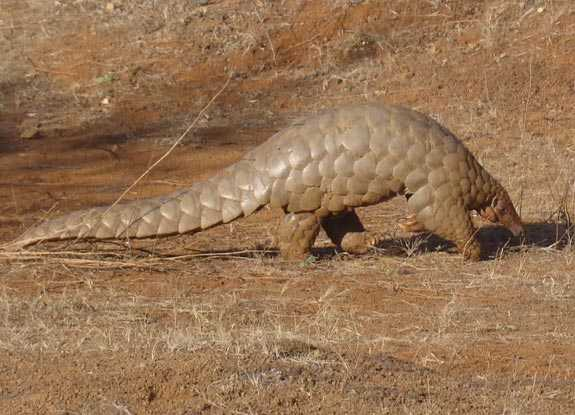
Schuppentiere, hier das Vorderindische Schuppentier (Manis crassicaudata), gelten heute als die nächsten noch lebenden Verwandten von Eurotamandua.

Die oben beschriebene Ansicht der nahen Verwandtschaft von Eurotamandua mit den Ameisenbären wurde in den 1990er Jahren skeptisch betrachtet. Einige phylogenetische Untersuchungen legten stattdessen eine Beziehung zu den Palaeanodonta nahe. Durch molekulargenetische Analysen wurde während dieser Zeit zudem erkannt, dass die Schuppentiere und die Nebengelenktiere nicht näher miteinander verwandt sind. So bilden die Nebengelenktiere eine der vier großen Hauptlinien der Höheren Säugetiere, die den anderen drei (zusammengefasst als Epitheria) als Schwestergruppe gegenüberstehen. Die Schuppentiere (Ordnung Pholidota) bilden zusammen mit den Raubtieren (Carnivora) das übergeordnete Taxon Ferae, das einen Teil der Hauptlinie der Laurasiatheria darstellt. Die äußerlichen Gemeinsamkeiten der Schuppentiere und Nebengelenktiere, besonders aber der Ameisenbären – etwa die röhrenförmige Schnauze, der zahnlose Kiefer, die lange, klebrige Zunge und die Gestaltung der Vorderbeine – gehen dabei auf konvergente Entwicklungen zurück, die aufgrund der ähnlichen Lebensweise der beiden Tiergruppen entstanden.
Erneute anatomische Untersuchungen der heute lebenden Schuppentiere und deren fossilen Verwandten aus dem Jahr 2009 ergaben nun, dass Eurotamandua in die Ordnung der Pholidota zu stellen ist, allerdings erfolgte keine genaue Familienzuweisung. Gründe für die erneute Zuweisung werden mit der Fehlinterpretation der xenarthrischen Gelenke – diese erwiesen sich später als Resultat der Restaurierungsarbeiten –, der speziellen Struktur der Vorderbeine und der Vorderfüße und hier vor allem die unterschiedliche Anordnung der Gelenkflächen an den Mittelhand- und Fingerknochen, angegeben, die trotz der allgemeinen Übereinstimmungen deutlich von den Ameisenbären abweichen. Die Pholidota bilden zusammen mit den ausgestorbenen Palaeanodonta, die aus dem Paläogen Nordamerikas und Europas bekannt sind, die übergeordnete Gruppe der Pholidotamorpha. Innerhalb der Pholidota stellen Eomanis und Euromanis die nächsten Verwandten von Eurotamandua dar; auch diese beiden Gattungen wurden in der Grube Messel gefunden, und stehen gemeinsam an deren Basis der Entwicklung der Schuppentierverwandten. Sie weisen noch zahlreiche ursprüngliche Merkmale auf, die sie mit den Palaeanodonta gemeinsam haben, wozu unter anderem ein C-förmig gestalteter Mittelkieferknochen, eine kleine Knochenrippe am hinteren Ende des Kiefers und einige besondere Charakteristika der Vordergliedmaßen wie etwa die verlängerten Endglieder der Vorderfüße gehören. Das Auftreten der urtümlichen Vertreter der Pholidota in Messel führt zu der Annahme, dass sich die gesamte Gruppe möglicherweise in Europa entwickelte und sich später erst nach Asien und Afrika verbreitete. Teilweise galt Euromanis, das bisher nur anhand eines schädellosen Skelettes bekannt ist und ursprünglich als Eomanis krebsi beschrieben worden war, als Jungtier von Eurotamandua und damit als identisch zu diesem. Dem wurde aber widersprochen und auf markante Unterschiede vor allem an den Hinterbeinen hingewiesen. Gegenwärtig ist mit Eurotamandua joresi nur eine gültige Art bekannt, die vom Erstbeschreiber Gerhard Storch im Jahr 1981 nach dem Entdecker des Messeler Skelettes, Gerhard Jores, benannt worden war.